# رود سیسولا
رود سیسولا (انگلیسی: Sysola) یک رودخانه در جمهوری کومی کشور روسیه است.